# Herminia umbrosalis
Herminia umbrosalis là một loài bướm đêm trong họ Noctuidae.